# 師鐸獎
教育部師鐸獎於1982年由中華民國教育部創設，由當時的臺灣省、臺北市與高雄市輪流主辦，每年經地方、中央初審、複審、決審的流程，遴選出全臺灣各類組特殊優良教師，並公開頒獎表揚。2000年師鐸獎由臺北市主辦，共表揚來自全臺灣173位各種教育類別的特殊優良教師。2001年至2009年師鐸獎停辦，2010年復辦。

## 受獎資格
1. 從事教職盡心盡力，有具體成效且深受家長、學生及多數教師尊敬。
2. 充分發揮專業精神及教育愛，具有端正教育風氣之特殊事蹟。
3. 對各項教育專題、課程發展、教材教法及教具之研究、改進、創新或發明，有具體成效，足資推廣。
4. 推行教務、學務、輔導、總務等校務工作有具體績效。
5. 執行教育政策成效卓著。

## 外部連結
- 中華民國教育部師鐸獎 (2014)